# I. Bernát szász herceg
I. Bernát (950 körül – Corvey, 1011. február 9.) szász herceg 973 – 1011 között, a Billung-ház második uralkodója apja, Hermann szász herceg után. Anyja feltehetően apja első felesége, Oda.

## Élete
Bernát herceg sikerrel vette fel a harcot a dán vikingekkel szemben, amikor 974-ben, 983-ban és 994-ben betörtek a hercegség területére. A német birodalmi politikában III. Ottó német-római császárt támogatta II. Henrik bajor herceggel szemben. 986-ban az ifjú császár megtette fővezérének, majd 991-ben és 995-ben elkísérte Ottót a szláv törzsek ellen indított hadjáratokra.
Bernát sikeresen növelte meg személyes hatalmát: míg apja csak a király képviselője volt a szászok felé, addig ő már a szászokat képviselte a korona felé.
1011-ben halt meg és a lüneburgi Szt. Mihály templomban temették el.

## Családja
Bernát herceg 990-ben vette feleségül Hildegardot (974 körül – 1011. október 3.), I. Henrik stade-i gróf és Hildegard lányát. Bernát hercegnek és feleségének öt gyermeke ismert:
- Hermann (fiatalon meghalt)
- Bernát (990 – 1059. június 29.), apja után II. Bernát néven szász herceg
- Dietmar (? – 1048. október 1.)
- Godesdin (? – 1040 után)
- Matilda (? – 1014. április 28.)